# Tibitanus
Genre
Tibitanus est un genre d'araignées aranéomorphes de la famille des Philodromidae.

## Distribution
Les espèces de ce genre se rencontrent en Guinée, en Guinée-Bissau et en Namibie.

## Liste des espèces
Selon World Spider Catalog (version 18.0, 31/01/2017) :
- Tibitanus nomas Simon, 1910 ;
- Tibitanus sexlineatus Simon, 1907.

## Publication originale
- Simon, 1907 : Arachnides recueillis par L. Fea sur la côte occidentale d'Afrique. 1re partie. Annali del Museo Civico di Storia Naturale di Genova, sér. 3, vol. 3, p. 218-323 (texte intégral).